# Significado religioso de Jerusalém

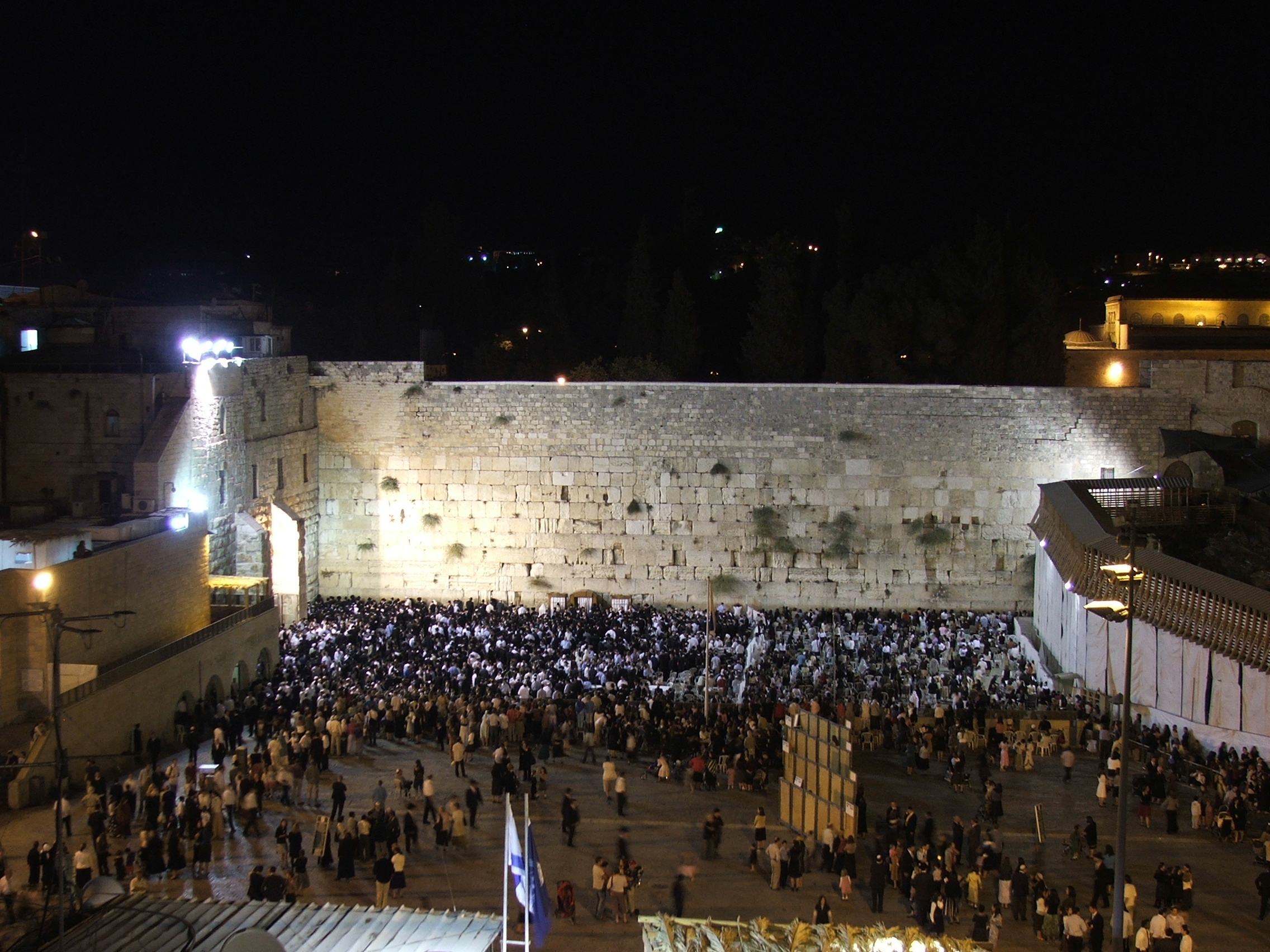
O Muro das Lamentações

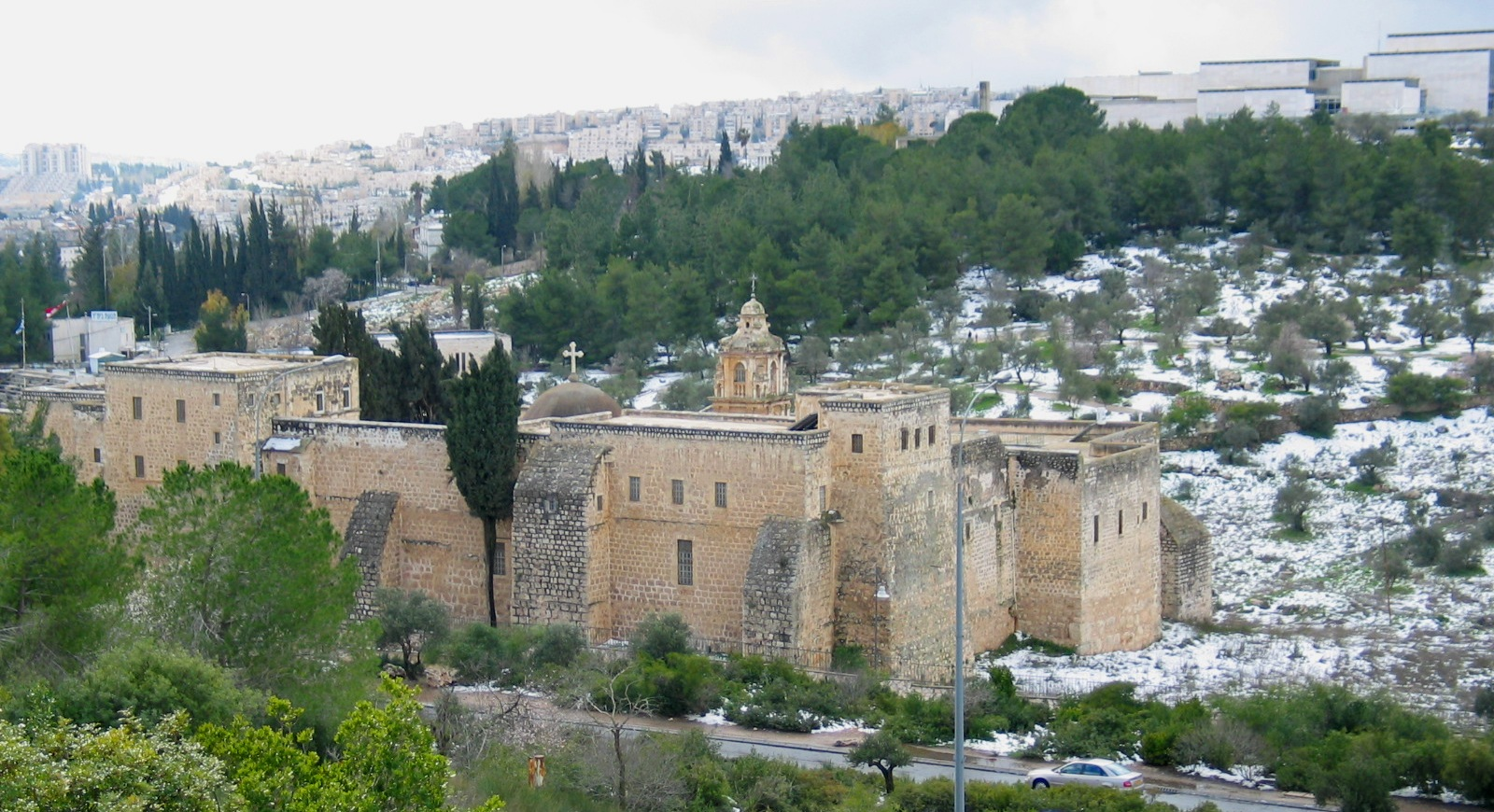
O Mosteiro da cruz após queda de neve

Jerusalém tem um papel importante no judaísmo, cristianismo e islamismo. O Livro anual de estatística de Jerusalém listou 1.204 sinagogas, 158 igrejas, e 73 mesquitas dentro da cidade. Apesar dos esforços em manter coexistência pacífica religiosa, alguns locais, como a Esplanada das Mesquitas, tem sido continuamente fonte de atritos e controvérsias.
Jerusalém é sagrada para os judeus desde que o Rei Davi a proclamou como sua capital no século X a.C. Jerusalém foi o local do Templo de Salomão e do Segundo Templo. Ela é mencionada na Bíblia 632 vezes. Hoje, o Muro das Lamentações, um remanescente do muro que contornava o Segundo Templo, é o segundo local sagrado para os judeus perdendo apenas para o Santo dos santos no próprio Monte do Templo. Sinagogas ao redor do mundo são tradicionalmente construídas com o seu arco sagrado voltado para Jerusalém, e arcos dentro de Jerusalém voltado para o Santo dos santos. Como prescrito no Mixná e codificado no Shulkhan Arukh, orações diárias são recitadas em direção a Jerusalém e ao Monte do Templo. Muitos judeus tem placas de "Mizrach" (oriente) penduradas em uma parede de suas casas para indicar a direção da oração.

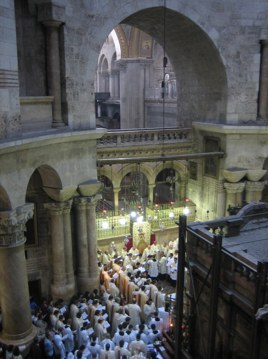
Igreja do Santo Sepulcro

O cristianismo reverencia Jerusalém não apenas pela história do Antigo Testamento mas também por sua significância na vida de Jesus. De acordo com o Novo Testamento, Jesus foi levado para Jerusalém logo após seu nascimento e depois em sua vida quando limpou o Segundo Templo. O Cenáculo que se acreditava ser o local da última ceia de Jesus, é localizado no Monte Sião no mesmo prédio que sedia o Túmulo de David. Outro lugar proeminente cristão em Jerusalém é o Gólgota, o local da crucificação. O Evangelho de João o descreve como sendo localizado fora de Jerusalém, mas evidências arqueológicas recentes sugerem que Gólgota fica a uma curta distância do muro da Cidade Antiga, dentro dos limites atuais da cidade. A terra correntemente ocupada pelo Santo Sepulcro é considerado um dos principais candidatos para o Gólgota e ainda tem sido um local de peregrinação de cristãos pelos últimos dois mil anos.

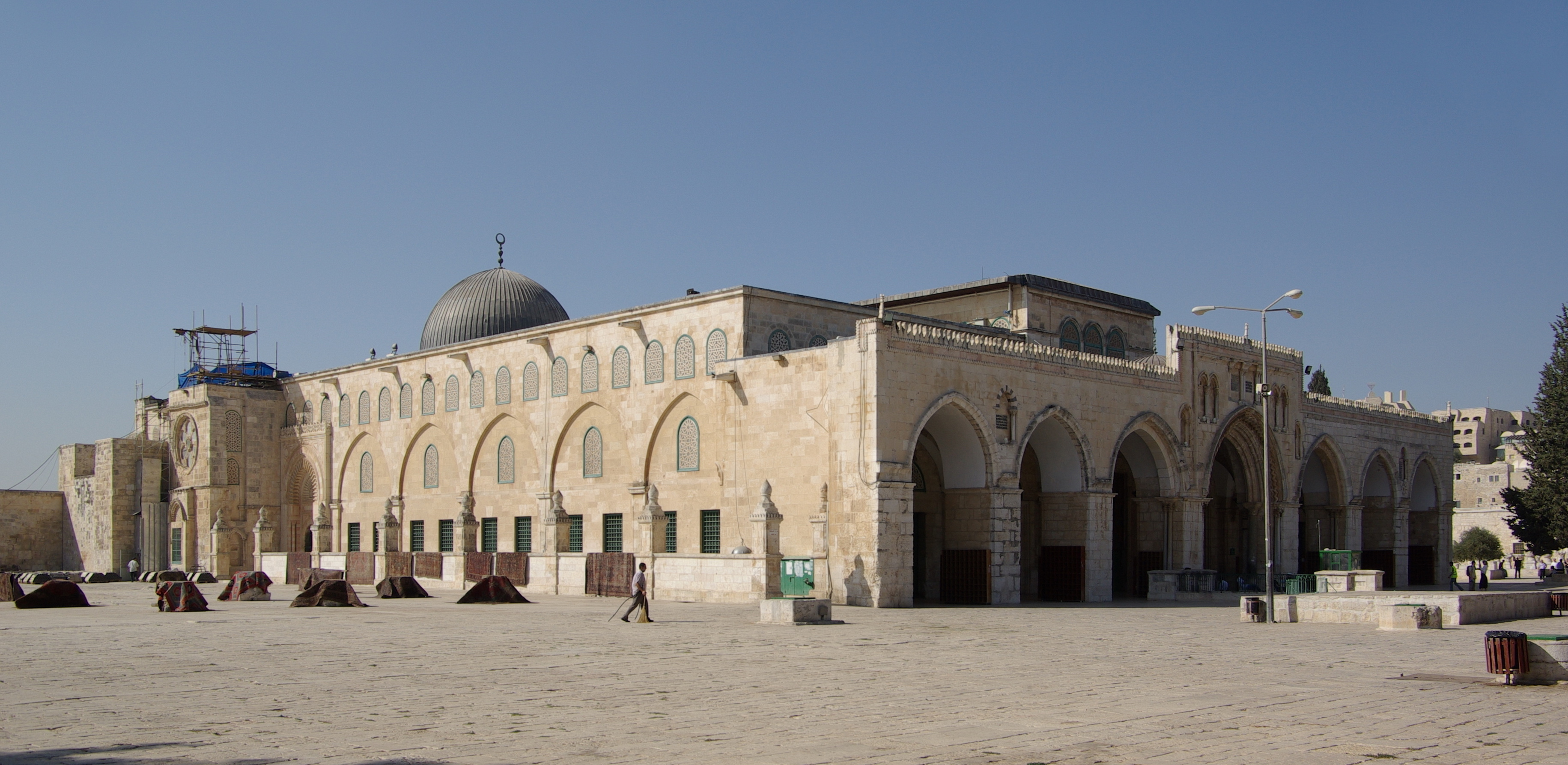
A mesquita de al-Aqsa, o terceiro local mais sagrado no Islão

Jerusalém é considerada a terceira cidade sagrada do Islamismo. Aproximadamente um ano antes de ser permanentemente trocada por Caaba em Meca, a quibla (direção da oração) para os muçulmanos era Jerusalém. A permanência da cidade no Islão, entretanto, é primariamente de acordo com a Noite de Ascensão de Maomé (c. 620 d.C.). Os muçulmanos acreditam que Maomé foi miraculosamente transportado em uma noite de Meca para o Monte do Templo em Jerusalém, aonde ele ascendeu ao Paraíso para encontrar os profetas anteriores do Islão. O primeiro verso no Al-Isra do Alcorão notifica o destino da jornada de Maomé como a mesquita de al-Aqsa (a mais distante), em referência à sua localização em Jerusalém. Hoje, o Monte do Templo é coberto por dois marcos islâmicos para comemorar o evento — A Mesquita de Al-Aqsa, derivada do nome mencionado no Alcorão, e a Cúpula da Rocha, que fica em cima da Pedra Fundamental, na qual os muçulmanos acreditam que Maomé ascendeu ao céu.